# Los sembradores de la discordia
Los sembradores de la discordia (en inglés: The Discord Makers) es un relato breve de ciencia ficción escrito por el autor norteamericano Mack Reynolds. Fue publicado por primera vez en la revista Out of this World Adventures en julio de 1950. Cuenta la historia de un agente del gobierno norteamericano en busca de evidencia que apoye sus sospechas sobre alienígenas viviendo encubiertos en la sociedad humana y su influencia en nuestra civilización.

## Argumento
Ross Wooley, un prestigioso agente de Seguridad Nacional se reúne con Harvey Tood, director del departamento, para pedir autorización para investigar la posibilidad de visitantes alienígenas indeseables en la Tierra, explicando que algunos comentarios, lecturas y observaciones, sin relevancia por separado pero sospechosamente compatibles entre sí han despertado su recelo. Aunque la idea parece descabellada Tood finalmente accede, al verlo tan decidido, y confiando en la reputación de su agente autoriza a Wooley a cambio que maneje el asunto sin llamar la atención.
La primera parada de Wooley es con el profesor André Dumar, especialista en pseudociencias y materias similares. Tras interrogarlo sobre la posibilidad de existencia de vida fuera de la Tierra y que llegara a un nivel de avance como para visitar este mundo, el científico comenta que sus investigaciones lo llevan a sostener la teoría que en este planeta existe desde hace mucho la vida alienígena en base a la forma como los seres vivos reaccionan a determinadas especies. Poniendo como ejemplo a animales como la rata, la cucaracha, la serpiente o la araña, señalando cuan inexplicable es la repulsión que causa a la gente su presencia, siendo ilógico que sean más temidas que otras fieras más grandes y con mayor índice de peligro real hacia el hombre, según explica esto son en realidad los instintos más básicos del hombre alertando que se trata de seres ajenos a la naturaleza. Su teoría es que llegaron a la Tierra hace miles de años desde otro mundo, teniendo dos posibles causas según el: la primera es que se tratara de seres inteligentes que llegaron accidentalmente y su incapacidad de adaptarse a nuestro ambiente los hizo degenerar en animales; la segunda es que una forma de vida inteligente que deseaba colonizar las insertó en nuestros ecosistemas usándolas como conejillos de indias y así probar la compatibilidad de las especies de su mundo con nuestro entorno.
Su segunda parada lo lleva a San Francisco a entrevistar a Morton Harrison, un conferencista, quien en alguna ocasión mencionara en sus discursos que la forma en que los humanos se dividen y generan conflictos hace pensar que hay seres de otros mundos intentando sabotear el progreso. Harrison aclara a Wooley que no cree en los extraterrestres ni en las conspiraciones ya que sus dichos solo eran metáforas y analogías, sin embargo se muestra de acuerdo con que el progreso cultural y la paz se ven saboteados constantemente y de forma inexplicable, ya que siendo el humano una especie que se inclina por la paz y los ideales positivos es antinatural la forma en que siempre aparece en el momento oportuno un conflicto o incidente que impide la buena convivencia o el avance positivo de la sociedad y sobre todo, como los individuos notables que o las ideologías que persiguen la paz acaba  siendo discriminados o perseguidos.
Finalmente Wooley viaja a Los Ángeles, donde entrevista al doctor Kenneth Keith, presidente de la Asociación Astronáutica
Occidental y miembro de un grupo forteano. Keith no solo se muestra abiertamente como un creyente de la presencia extraterrestre en la Tierra, sino que su teoría concilia los dichos de Harrison y Dumar en una sola tesis: Los viajes al espacio han existido desde hace mucho, pero los extraterrestres no son visitantes sino conquistadores, por miles de años han visitado y manipulado a nuestra especie esperando el momento ideal para colonizar, por ello han conducido el desarrollo cultural a su conveniencia, asegurándose de desacreditar o quitar de en medio a quienes puedan desenmascararlos o ser inconvenientes, además señala que están infiltrándose en puestos de poder y en los sistemas educativos y sociales para inculcar en la gente una mentalidad conveniente a sus propósitos.
Wooley finalmente regresa con Tood y presenta un informe donde señala que su investigación demuestra que desde hace miles de años los alienígenas carentes de intenciones benévolas han intervenido en el desarrollo de la humanidad, asumiendo cada vez más el control con la intención de apoderarse del control llegado el momento idóneo; por ello recomienda alertar a los altos mandos para tomar medidas y prevenir un mal desenlace.
Tras ver que Wooley se encuentra empeñado en revelar sus descubrimientos con o sin el apoyo de la agencia, Tood abre una habitación secreta desde donde aparecen un par de alienígenas armados, el director confiesa antes de hacer ejecutar al agente que todas sus sospechas son ciertas y ellos, los habitantes de un planeta de Aldebarán se han infiltrado y planean apoderarse del mundo. Tras esto ordena a los otros dos que se deshagan del cadáver y visiten a los tres hombres que interrogó Wooley para evitar cabos sueltos y prevenir nuevos incidentes.

## Publicación

### Publicación en inglés
El relato fue publicado por primera vez en julio de 1950 en el primer número de la revista Pulp Out of this World Adventures con ilustraciones de William F. McWilliam. La revista, publicada por Avon Periodicals, fue clausurada tras el segundo número en diciembre de ese mismo año por bajas ventas.
En 1952 el relato fue incluido en el libro Invaders of Earth de Groff Conklin, que recopilaba relatos de ciencia ficción de diversos autores, todos con temática similar a lo señalado por el título del libro.
En el año 2008 la editorial Altus Press reimprimió ambos ejemplares de la revista Out of this World Adventures con todo su contenido íntegro incluyendo el relato Los sembradores de la discordia.

### Publicación en español
El relato ha sido incluido en diversas antologías de ciencia ficción en español:
| Año  | Publicación                                                 | Editorial                   | Comentarios                                                                                          |
| ---- | ----------------------------------------------------------- | --------------------------- | --- |
| 1958 | Pistas del Espacio 9                                        | Editorial Acme              | El relato fue traducido bajo el nombre "La Especie dominante".                                       |
| 1958 | Fantasías del Futuro 1                                      | El Sol (México)             | Revista Pulp en español, número único; el relato fue traducido bajo el nombre "Los Cizañeros".       |
| 1964 | Invasores de la Tierra                                      | Andina (España)             | El relato fue traducido bajo el nombre "Los promotores de discordia" por Enrique de Juan.            |
| 1965 | Géminis 2                                                   | H. G. O.                    | Proyecto independiente de dos tomos del escritor e historietista argentino Héctor Germán Oesterheld. |
| 1966 | Invasores de la Tierra                                      | Diana S.A.                  | Segunda traducción al español de la recopilación de Groff Conklin.                                   |
| 1974 | El mundo que no veremos                                     | Nascimento                  | Recopilación de Andrés Rojas-Murphy.                                                                 |
| 1995 | Cuentos de ciencia ficción                                  | Pehuén                      | Recopilación de Juan Andrés Piña.                                                                    |
| 2009 | Carta desde las estrellas / Los sembradores de la discordia | La Biblioteca del Laberinto | Primer número de trece fascículos promocionales de la colección Delirio publicada por la editorial.  |